# Dendronephthya punctata
Dendronephthya punctata är en korallart som beskrevs av Kükenthal 1906. Dendronephthya punctata ingår i släktet Dendronephthya och familjen Nephtheidae. Inga underarter finns listade i Catalogue of Life.